# Xavier Percy
Xavier Percy, né le 12 novembre 1963, est un acteur, directeur artistique et metteur en scène belge, formé au Conservatoire royal de Bruxelles en 1984. Il s'est produit en Belgique mais aussi en France.

## Filmographie

### Cinéma
- Merci pour le geste (C. Faraldo)
- Une Place Sur La Terre (F.Godet)

### Télévision
- 1997 : Le Pantalon d'Yves Boisset
- Jeunesse sans dieu (C. Corsini)
- Les Liaisons dangereuses (L. Verlant)
- Les 4/5 de l'iceberg

## Théâtre
- 1991 : Les Videurs de John Godber, mise en scène Richard Lewis, Théâtre de Poche, Théâtre national de la Colline
- 1992 : Macbett d'Eugène Ionesco, mise en scène Jorge Lavelli, Théâtre national de la Colline
- 1993 : Macbett d'Eugène Ionesco, mise en scène Jorge Lavelli, Théâtre de Nice, Théâtre des Célestins
- 1993 : Maison d'arrêt d'Edward Bond, mise en scène Jorge Lavelli, Festival d'Avignon, Théâtre national de la Colline
- 1994 : Les Journalistes d'Arthur Schnitzler, mise en scène Jorge Lavelli, Théâtre national de la Colline
- 1994 : L'Amour en Crimée de Sławomir Mrożek, mise en scène Jorge Lavelli, Théâtre national de la Colline
- 1994: 6 heures au plus tard de Marc Perrier avec Annie Cordy, Les tournées Charles Baret.

## Doublage
Sources : Planète Jeunesse, Nautiljon et Anime News Network

### Cinéma

#### Films
- 2012 : Fire with Fire : Vengeance par le feu : Kane (Scott Martin)
- 2013 : In a World... : Moe (Rob Corddry)
- 2016 : Memories of War : Lim Gye-jin (Lee Beom-soo)
- 2021 : Défense d'atterrir : voix additionnelles
- 2022 : Leila et ses frères : DJ [Qui ?]
- 2023 : Les Filles d'Olfa : ? (?)
- 2023 : The Wandering Earth 2 : ? (?)

#### Films d'animation
- 1958[4] : Le Serpent blanc : voix additionnelles
- 2001 : Initial D: Third Stage : Ryosuke Takahashi
- 2004 : La Tour au-delà des nuages : un travailleur
- 2006 : Naruto : Mission spéciale au pays de la Lune : voix additionnelles
- 2007 : Naruto Shippuden : Un funeste présage : Neji Hyūga
- 2008 : Naruto Shippuden : Les Liens : Neji Hyūga
- 2008 : Resident Evil: Degeneration : voix additionnelles
- 2009 : Naruto Shippuden : La Flamme de la volonté : Neji Hyūga et Kiba Inuzuka
- 2010 : Inazuma Eleven : Tous unis contre l'équipe Ultime Ogre ! : Bobby Shearer et Lars Lucifer
- 2010 : Beyblade, le film (en) : Tsubasa Otori
- 2011 : Naruto Shippuden: Blood Prison : Neji Hyūga
- 2012 : Naruto Shippuden: Road to Ninja : Neji Hyūga et Kiba Inuzuka
- 2012 : Le Cygne et la Princesse : Un Noël enchanté : ?
- 2014 : Naruto the Last, le film : Kiba Inuzuka
- 2016 : One Piece: Gold : voix additionnelles

### Télévision

#### Séries télévisées
- 2009-2013 : Big Time Rush : Carlos Garcia (Carlos Pena, Jr.) (73 épisodes)
- Les Contes de Grimm
  - La gardeuse d'oies
  - La Princesse au petit pois
  - Cendrillon
- Floricienta : Miki
- La Famille Serrano : Raúl, le meilleur ami de Marcos
- Satisfaction : Peter Yuan (saison 1)
- Sea Patrol : 2Dads
- Shake It Up : Professeur d'éducation physique
- Torchwood : Andy Davidson
- Les Thunderman : Lincoln « Link » Evilman

#### Séries d'animation
- 1990 : Les Tifous : voix diverses
- 1996-1997[5] : Reideen the Superior : Kyle Moon / Reideen Azus
- 1996-1998 : Le Livre de la jungle, souvenirs d'enfance : Arthur (l'un des vautours)
- 1996-1998 : Kenshin le vagabond : voix diverses
- 1996-1998 : Détective Conan : Gin (1re voix) et voix additionnelles
- 1997 : Les Enquêtes de Kindaichi : Takahiro Onoue, Kanjiro Kira, Asato Kakimoto, Seimaru Tatsumi, Sohei Yukioka, Akira Yoshida, Channeleur Sakuraba, Shiro Hibiki et Takuya Kojo
- 2000 : Sakura Wars : voix additionnelles
- 2000-2001 : Saiyuki : voix diverses (doublage télévisé)
- 2002-2003 : Saint Seiya - Chapitre Hadès : Le Sanctuaire : Dante de Cerberus et Myū du Papillon
- 2002-2017 : Naruto puis Naruto Shippūden : Kiba Inuzuka et Neji Hyūga
- 2004 : Initial D : Ryosuke Takahashi (saison 3, épisodes 1 à 12)
- 2004 : Pichi Pichi Pitch : La Mélodie des Sirènes : M. Kashiwagi (saison 1, épisode 45)
- 2005-2006 : Black Cat : Kosuke Kanzaki
- 2006-2008 : D.Gray-man : Lavi
- 2007 : Creepie : Budge
- 2007-2008 : Kika et Bob : voix additionnelles
- 2008-2011 : Inazuma Eleven : Bobby Shearer et Dylan Keats
- 2009-2010 : Beyblade: Metal Fusion : Tsubasa Otori
- 2009-2010 : Pokémon : Diamant et Perle : Adrien (Conseil des 4) et Christophe (épisode 158)
- 2011-2012 : Inazuma Eleven GO : Bobby Shearer
- 2011-2024 : Ninjago : Les Maîtres du Spinjitzu : Krux
- 2012-2013 : Rock Lee : Les Péripéties d'un ninja en herbe : Neji Hyūga et Kiba Inuzuka
- 2014-2016 : Transformers Robots in Disguise : Mission secrète : Malodor et Vector Prime
- 2016-2019 : Beyblade Burst : Arthur Lawrence, Œil jaune et Ranjiro Kiyama
- 2017 : ID-0 (en) : Kain Arisugawa et Sam Tyler
- 2018-2023 : Boruto: Naruto Next Generations : Kiba Inuzuka, Neji Hyūga (3 épisodes), Araya, Kyohō Fuefuki, Yurui, Mifune (épisodes 137 et 231), Momo (épisodes 99 et 102) et Yoruga (épisode 165)
- 2019 : The Rising of the Shield Hero : le comte d'Hadenburg et l'herboriste (saison 1)
- 2019 : Arc-en-ciel Papillon Licorne Chaton : ?
- 2019-2022 : Pokémon : Les Voyages : Ren et voix additionnelles
- 2019-2023 : Aggretsuko : Anaï
- 2021 : B: The Beginning : voix additionnelles
- 2022 : Lupin III Part 6 : l'employeur de Rourke (épisode 8)
- 2022 : Love of Kill : Abel Dankworth, le docteur (épisode 5), José (épisode 7) et le vrai Ryang-ha Song
- 2022 : The Greatest Demon Lord Is Reborn as a Typical Nobody : Bulganin (épisode 10)
- 2023 : J'épargne 80.000 pièces d'or dans un autre monde pour ma retraite (en) : le chancelier Sarh
- 2023 : The Great Cleric (en) : Garna et Jord
- 2025 : Magic Maker (en) : Poisson

### Jeu vidéo
- 2023 : Naruto x Boruto: Ultimate Ninja Storm Connections : Neji Hyuga, Kiba Inuzuka et un ninja de Konoha

### Direction artistique
Il est également directeur artistique de versions françaises.

#### Films
- 2021 : La Cassette (en)
- 2022 : Vengeance aux poings (en)
- 2023 : Les Filles d'Olfa (avec Claire Beaudoin)

#### Films d'animation
- 2021 : Ruby tombée du nid (court métrage)

#### Téléfilms
- 2022 : Un sapin pour deux (avec Pauline Brunel)

#### Séries télévisées
- 2004-2006 : Le Messager des ténèbres[7] (avec Patrick Donnay)
- 2017 : Turn (saison 4)
- 2019 : Wu Assassins

#### Séries d'animation
- 2005 : Alien Bazar (avec Nathalie Stas et Delphine Moriau)
- 2006-2008 : Creepie
- 2008 : Loulou de Montmartre
- 2015 : Félibert, le chaventurier
- 2015[n 1] : Lupin III Part IV : L'Aventure Italienne
- 2015-2019 : Danger Mouse, agent très spécial
- 2016-2019 : Les Épées méga-magiques (avec Pierre Bodson)
- 2017 : ID-0 (en)
- 2018 : Lupin III: Part V
- 2018-2023 : Aggretsuko
- 2019 : Pinky Malinky
- 2019-2022 : Victor et Valentino
- depuis 2020 : Monkie Kid
- 2021-2022 : Lupin III: Part 6
- depuis 2021 : The Freak Brothers (en)
- 2022 : The Greatest Demon Lord Is Reborn as a Typical Nobody
- 2023 : The Great Cleric (en)
- 2023-2025 : Castlevania: Nocturne
- 2025 : Magic Maker (en)[8]
- 2025 : Bullet/Bullet (en)

## Autres
- Xavier Percy est aujourd'hui arbitre à la Ligue d'improvisation après avoir été jouteur pendant 2 ans.